# Joe Giella
Joe Giella, né le 27 juin 1928 à New York et mort le 21 mars 2023 à Hicksville dans l'État de New York, est un auteur de bandes dessinées américain.

## Biographie
Joe Giella naît le 27 juin 1928 à New York. Il suit des cours de dessins à New York et se spécialise dans le dessin pour les publicités mais il interrompt ses études pour servir dans la réserve de la Marine. Une fois ce service achevé il dessine les aventures du comic strip Mary Worth sur des scénarios de John Saunders. Parmi ses multiples travaux principalement pour DC Comics et Marvel Comics, il dessine les aventures de Batman de 1966 à 1970. Il a aussi travaillé sur les comic strips Guy l'éclair et Le fantôme.
Giella meurt le 21 mars 2023 à l'âge de 94 ans à Hicksville dans l'État de New York.

## Distinction
- 2018 : Temple de la renommée Joe Sinnott, pour l'ensemble de son œuvre d'encreur